# Abandon (banda)
Abandon é uma banda de rock cristão formada em San Antonio, Texas, em 2002.
É composta pelos irmãos Josh Engler nas vocais e Justin Engler na guitarra, pelos primos Stevan Vela na guitarra e Dave Vela na bateria e por Bryan Fowler no baixo. A banda assinou contrato com a gravadora ForeFront Records no final de 2007 e lançaram o seu EP de estreia em Julho de 2008.
O nome da banda é inspirado num verso da Bíblia de Josué 22:3, que diz: "Deus dirigiu-se a nós para não abandonar nenhum irmão".

## História
O grupo de dois irmãos, dois primos e um amigo Bryan Fowler, formaram uma banda independente em 2002, ao tocar música de adoração na sua igreja. Em 2005 começaram a tocar em concertos na sua localidade e lançaram o seu primeiro disco, Ambush, que fora produzido pela banda e por Travis Wilson.
Assinaram contrato com a ForeFront Records no Outono de 2007. O responsavél da gravadora A&R, Chris York descobriu a banda ao escutá-los num clube ao lado de um restaurante onde estava com a sua mulher. Ele disse: "Estava a jantar num restaurante mexicano com a minha mulher, quando ela ficou chateada por lhe dar pouca atenção. Era porque estava a escutar a música no clube ao lado e estava a soar muito bem. Tomei contato com a banda mais tarde, conhecemo-nos e começamos a trabalhar juntos."
O primeiro lançamento da banda, Abandon EP foi editado a 22 de Julho de 2008 e continha cinco faixas que estarão no quarto álbum da banda. A faixa "Providence" e "All Because of You", que tinham um estilo mais contemporâneo, foram lançadas ambas como singles a 1 de Agosto de 2008. Tendo "Providence" atingido o nº 7 da R&R Christian Rock a 24 de Outubro.

## Estilo musical
O estilo da música e da voz do vocalista foram comparados à banda The Killers.

## Membros
- Josh Engler – vocal
- Justin Engler – guitarra rítmica
- Stevan Vela – guitarra
- Bryan Fowler – baixo
- Dave Vela – bateria

O som desta banda esta mais parecido com McFly e Simple Plan.

## Discografia

### Álbuns de estúdio
- 2005 - Ambush
- 2006 - Who You Are
- 2009 - Searchlights
- 2011 - Control

### EPs
- 2008 - Abandon (EP)